# Milagro Sala
Milagro Sala (San Salvador de Jujuy, 27 de gener de 1964) es una activista i política indigenista argentina originària de Jujuy i dirigenta de l'Organització barrial Tupac Amaru.
Dintre del marc de la seva actuació opositora contra el governador Gerardo Morales, va ser detinguda i encarcelada a l'espera d'una condemnació ferma. Pel seus detractors i per l'oficialisme del president Mauricio Macri es un procés judicial normal ; pels seus partidaris i per l'oposició argentina es una "presa política" per a la cual el Grup de Treball sobre la Detenció Arbitrària de l'Organització de les Nacions Unides va demanar l'alliberament.